# Hóquei no gelo nos Jogos Olímpicos de Verão de 1920
O hóquei no gelo foi introduzido em Olimpíadas durante os Jogos Olímpicos de Verão de 1920 em Antuérpia, na Bélgica. Com a criação dos Jogos Olímpicos de Inverno em 1924, a modalidade passou a ser disputada na competição de inverno já a partir da primeira edição em Chamonix.

## Masculino
| Ouro | Prata | Bronze |
| CAN Canadá Robert Benson Walter Byron Frank Frederickson Chris Fridfinnson Magnus Goodman Haldor Halderson Konrad Johannesson Allan Woodman | USA Estados Unidos Raymond Bonney Anthony Conroy Herbert Drury Edward Fitzgerald Gerry Geran Frank Goheen Joseph McCormick Lawrence McCormick Frank Synott Leon Tuck Cyril Weidenborner | TCH Checoslováquia Karel Hartmann Vilém Loos Jan Palouš Jan Peka Karel Pešek Josef Šroubek Otakar Vindýs Karel Wälzer |

Sete equipes intervieram no torneio inaugural do hóquei no gelo olímpico. A fórmula de disputa do torneio era eliminatório, de acordo com a equipe medalhista de ouro. Apenas a França iniciou a competição já a partir das semifinais.

### Disputa pelo ouro

#### Quartas de final
| Vencedores     | Placar | Perdedores     |
| -------------- | ------ | -------------- |
| Canadá         | 15-0   | Checoslováquia |
| Estados Unidos | 29-0   | Suíça          |
| Suécia         | 8-0    | Bélgica        |

#### Semifinal
| Vencedores | Placar | Perdedores     |
| ---------- | ------ | -------------- |
| Canadá     | 2-0    | Estados Unidos |
| Suécia     | 4-0    | França         |

#### Final
| Vencedores | Placar | Perdedores |
| ---------- | ------ | ---------- |
| Canadá     | 12-1   | Suécia     |

### Disputa pela prata
As três equipes derrotadas pelo Canadá na disputa pelo ouro enfrentaram-se em duas fases para definir a medalha de prata. A Checoslováquia entrou direto na final.

#### Semifinal
| Vencedores     | Placar | Perdedores |
| -------------- | ------ | ---------- |
| Estados Unidos | 7-0    | Suécia     |

#### Final
| Vencedores     | Placar | Perdedores     |
| -------------- | ------ | -------------- |
| Estados Unidos | 16-0   | Checoslováquia |

### Disputa pelo bronze
Finalmente, as equipes previamente derrotadas pelo primeiro colocado Canadá e segundo colocado Estados Unidos definiram o medalhista de bronze. A Checoslováquia disputou a final diretamente.

#### Semifinal
| Vencedores | Placar | Perdedores |
| ---------- | ------ | ---------- |
| Suécia     | 4-0    | Suíça      |

#### Final
| Vencedores | Placar | Perdedores     |
| ---------- | ------ | -------------- |
| Suécia     | 0-1    | Checoslováquia |